# 6 Rezerwowa Dywizja Piechoty (Cesarstwo Niemieckie)
6 Rezerwowa Dywizja Piechoty (niem. 6. Reserve-Division)  – związek taktyczny Armii Cesarstwa Niemieckiego. 
W sierpniu 1914 rozwinięto w Niemczech do etatów wojennych istniejące w okresie pokoju związki operacyjne (armie) i związki taktyczne. W tym też miesiącu z rekrutów, rezerwistów i ochotników znajdujących się  w korpuśnych ośrodkach szkoleniowych zorganizowano jednostki rezerwowe.

W składzie III Rezerwowego Korpusu Armijnego została rozwinięta między innymi 6 Rezerwowa Dywizja Piechoty. W I wojnie światowej dywizja walczyła na froncie zachodnim.

## Struktura organizacyjna
Skład w sierpniu 1914:
- dowództwo dywizji
- 11 Rezerwowa Brygada Piechoty
  - 20 rezerwowy pułk piechoty
  - 24 rezerwowy pułk piechoty
- 12 Rezerwowa Brygada Piechoty
  - 26 rezerwowy pułk piechoty
  - 35 rezerwowy pułk piechoty
- 3 rezerwowy pułk artylerii polowej
- 3 rezerwowy pułk ułanów